# Joanna Voss
Joanna Voss-Kwaśnik – polska aktorka teatralna i filmowa.

## Życiorys
Absolwentka PWST w Warszawie (rok ukończenia 1991). Od 1993 występowała w Teatrze Polskim w Warszawie.

## Role teatralne
- 2004 – Balladyna jako gość na balu – Teatr Polski, Warszawa
- 2003 – Burza jako żona nimfa – Teatr Polski, Warszawa
- 2002 – Przygody Sindbada Żeglarza jako żona króla – Teatr Polski, Warszawa
- 2002 – Ręce na szyję zarzucić jako Łarisa Siergiejewna – Teatr Polski, Warszawa
- 2001 – Don Juan jako widmo – Teatr Polski, Warszawa
- 2000 – Biwak pod gołym niebem jako Kochna – Teatr Polski, Warszawa
- 1999 – Igraszki z diabłem jako Pokusa – Teatr Polski, Warszawa
- 1998 – Sędziowie jako dziewczę – Teatr Polski, Warszawa
- 1997 – Żabusia jako Maniewiczowa – Teatr Polski, Warszawa
- 1996 – Pastorałka jako anioł – Teatr Polski, Warszawa
- 1996 – Kram z piosenkami jako Małgorzatka – Teatr Polski, Warszawa
- 1995 – Kariera Artura Ui jako jedna z chóru – Teatr Polski, Warszawa
- 1994 – Przebudzenie wiosny jako Ina – Teatr Polski, Warszawa
- 1994 – Gbury jako Małgorzata – Teatr Polski, Warszawa
- 1993 – Damy i huzary jako Józia – Teatr Polski, Warszawa
- 1993 – Próby jako aktorka C – Teatr Polski, Warszawa
- 1993 – Szczęśliwe wydarzenie – Teatr Polski, Warszawa
- 1993 – Powrót Odysa jako Dziewka,Syrena – Teatr Polski, Warszawa
- 1991 – Iwona, księżniczka Burgunda jako Iwona – Teatr PWST Warszawa
- 1990 – Fredraszki jako Elwira – Teatr Polski, Warszawa

## Filmografia
- 2010–2011 – Prosto w serce (odc. 18–19) jako malarka
- 2008 – Przygody Sindbada Żeglarza jako żona króla; ludożerca
- 2007 – Na dobre i na złe (odc. 298 pt. „Różne priorytety”) jako doktor Hanna Zabłocka, kandydatka na ordynatora interny
- 2007 – Hela w opałach (odc. 22 pt. „Kochana Hela”) jako kobieta w klinice
- 2006–2009 Plebania jako prokurator Ola
- 2004 – Pensjonat pod Różą (odc. 6 pt. „Gwiazda”) jako gość pensjonatu
- 2003 – Psie serce (odc. pt. „Max”) jako Monika, przyjaciółka Ali
- 2003–2010 – Na Wspólnej 2 role: pielęgniarka w domu starców, gdzie przebywa Mieczysław Kosowski, dziadek Barbary; lekarka
- 2003 – Miodowe lata (odc. 125 pt. „Męski ideał”) jako dziennikarka
- 2002–2010 – Samo życie jako pielęgniarka Izby Przyjęć szpitala, w którym po porodzie leżała Agnieszka Dunin i jej córeczka Kasia
- 2002 – Kasia i Tomek (odc. 10, seria I) jako pani; tylko głos
- 2001 – Marszałek Piłsudski (odc. 1) (gościnnie)
- 1997 – Zielony potwór – Baśń o pięknej Dardane jako Gulindi
- 1995 – Król Mięsopust jako Florinda
- 1998–2003 – Miodowe lata jako dziennikarka